# 톨 T
톨 T(The Tall T)는 미국에서 제작된 버드 보티커 감독의 1957년 서부 영화이다. 랜돌프 스코트 등이 주연으로 출연하였고 해리 조 브라운 등이 제작에 참여하였다.
이 영화는 문화적, 역사적, 미적 중요성으로 인해 미국 의회도서관에 의해 미국 국립영화등기부의 보존물로 선정되었다.

## 출연

### 주연
- 랜돌프 스코트
- 리처드 분

### 조연
- 모린 오설리반
- 아서 허니커트
- 스킵 호미어
- 헨리 실바
- 존 허바드
- 로버트 버튼
- 프레드 셔먼
- 크리스토퍼 올슨
- 로버트 앤더슨

## 제작진
- 협력프로듀서: 랜돌프 스코트
- 미술: 조지 브룩스